# 张天洲
张天洲（1965年5月—），福建省漳平市人，中共中央党校毕业，中华人民共和国政治人物。

## 生平
1965年5月，张天洲出生在福建省漳平市。1982年12月，张天洲参加工作，1984年10月加入中国共产党。
1993年8月，张天洲出任永定县人民政府副县长，1996年5月，张天洲成为中共永定县委常委、政法委书记。2001年3月，张天洲出任龙岩市建委党组副书记、副主任。2002年2月，张天洲出任中共新罗区委副书记、区长，2007年8月升任中共新罗区委书记，2009年3月兼任龙岩市新罗区人大常委会主任。2010年12月，张天洲升任中共龙岩市委常委，次年8月兼任副市长。2016年10月，张天洲出任龙岩市人大常委会党组书记，次年1月兼任主任。2021年8月退休。

### 落马
2022年3月2日，张天洲涉嫌严重违纪违法接受福建省纪委监委纪律审查和监察调查。同年8月5日，遭到开除党籍、开除公职处分。